# كثافة الكلمة الرئيسية
كثافة الكلمة الرئيسية هي عبارة عن عدد المرات التي ظهرت فيها الكلمة أو الكلمات الرئيسية في موقع الويب مقارنة باجمالي عدد الكلمات في الصفحة. في مفهوم تحسين محركات البحث، يمكن استخدام كثافة الكلمة الرئيسية لمعرفة ما إذا كان موقع الويب مرتبط بها.
في الأيام المبكرة لمحركات البحث، في أواخر التسعينيات، كان لكثافة الكلمات الرئيسية دور مهم في ترتيب الصفحات. ومع ذلك، عندما تعلم مشرفي المواقع كيفية تطبيق كثافة الكلمات الرئيسية بشكل مثالي، بدأت محركات البحث في إعطاء الأولوية لعناصر أخرى خارج سيطرتهم المباشرة. اليوم، سيتم معاقبة صفحة الويب بسبب حشو الكلمات الرئيسية، وممارسة استخدام الكثير من المصطلحات.
المعادلة المعتمدة لحساب كثافة الكلمات الرئيسية على صفحة ويب معينة لأغراض تحسين محركات البحث هي {\displaystyle (Nkr/Tkn)*100} حيث Nkr هو عدد المرات التي كررت فيها كلمة رئيسية معينة في الصفحة، وTkn هي مجموع الكلمات في النص كله. عند حساب كثافة الكلمات الرئيسية، تجاهل علامات html وغيرها من العلامات المضمنة التي لن تظهر في نص الصفحة بمجرد نشرها.
عند حساب كثافة عبارة كلمة رئيسية، ستكون الصيغة {\displaystyle (Nkr*Nwp/Tkn)*100} ،  حيث Nwp هو عدد الكلمات في العبارة. لذلك، لذلك، يتم حساب كثافة عبارة الكلمة الرئيسية في صفحة يبلغ طولها أربعمائة كلمة والتي يظهر فيها مصطلح «تحسين محرك البحث» أربع مرات على النحو التالي (4 * 3/400) * 100، أي كثافة عبارة كلمة رئيسية هي 3 بالمائة.
من وجهة نظر حسابية، المفهوم الاصلي لكثافة الكلمات الاصلية تشير إلى تكرر ظهور الكلمة الرئيسية في اطروحة معينة (Nkr). «كلمة رئيسية» تتكون من مصطلحات متعددة، على سبيل المثال «حذاء جلد الغزال الأزرق» كيان في حد ذاته. تردد عبارة «حذاء جلد الغزال الأزرق» داخل الأطروحة يدفع كثافة المفتاح (العبارة). من الصحيح رياضيًا أن يتم حساب «العبارة الرئيسية» تمامًا مثل الكلمة الرئيسية، ولكن مع الأخذ في الاعتبار مجموعة الكلمات، «جلد الغزال الأزرق»، كيان واحد، وليس ثلاثة:
الكثافة = (Nkr / Tkn) * 100.
«الكلمات الرئيسية» (kr) التي تتكون من عدة كلمات تزيد من امالي عدد الكلمات في نص معين بشكا اصطناعي. يجب أن يضبط التمثيل الرياضي الأكثر نقاءً إجمالي عدد الكلمات (Tkn) عن طريق إزالة عدد الكلمات الرئيسية (العبارة) الزائدة من اجمالي عدد الكلمات في النص:
الكثافة = (Nkr / (Tkn - (Nkr * (Nwp-1)))) * 100. حيث Nwp تساوي عدد المصطلحات في العبارة الرئيسية.